# コメンサウルス
コメンサウルス（学名: Komensaurus）は、後期白亜紀に生息した基盤的モササウルス上科アイギアロサウルス科の属。スロベニアのコメンでセノマニアン階の石灰岩から発見され、当初は「トリエステのアイギアロサウルス類」("Trieste aigialosaur") と呼ばれた。2007年にタイプ種 Komensaurus carrolli が命名され、ホロタイプ標本 MCSNT 11430 が指定された。近縁属のカルソサウルスと共存していた。

## 発見と命名
スロベニアのコメンで得られたホロタイプ標本はスラブMCSNT11430、11431、11432の3つに分かれた状態で発見された。MCSNT11430からは頭骨よりも後方の関節した骨格の大部分が、MCSNT11431からは頸椎・下顎の断片・方形骨が、MCSNT11432から上角骨の前関節骨・粘骨・冠顎骨が産出した。
属名は発見地のコメンにちなみ、種小名は古生物学者ロバート・L・キャロルへの献名である。

## 分類
記載論文では複数の系統解析が行われ、いずれもカルソサウルスと最も近縁とされている。